# Saint-Michel-en-l'Herm
 Saint-Michel-en-l'Herm  es una población y comuna francesa, en la región de Países del Loira, departamento de Vendée, en el distrito de Fontenay-le-Comte y cantón de Luçon.

## Demografía
| 1965 | 1898 | 1937 | 1944 | 1999 | 1931 |
| Para los censos de 1962 a 1999 la población legal corresponde a la población sin duplicidades (Fuente: INSEE [Consultar]) |      |      |      |      |      |